# الكنيسة الجورجية الأرثوذكسية
الكنيسة الجورجية الأرثوذكسية، رسميًا الكنيسة الجورجية الرسولية المستقلة الأرثوذكسية (بالجورجية: საქართველოს სამოციქულო ავტოკეფალური მართლმადიდებელი ეკლესია)‏، هي كنيسة أرثوذكسية مستقلة مقرها في جمهورية جورجيا. وهي واحدة من أقدم المجتمعات المسيحية في العالم، حيث قبل الجورجيين المسيحية بشكل واسع بفضل جهود القديسة نينو Nino وذلك في مطلع القرن الرابع. وكانت جورجيا حينها تخضع لسلطان بطريرك أنطاكية.
تلقب هذه الكنيسة بالرسولية للاعتقاد السائد بأن وصول المسيحية لجورجيا يرجع للقرن الأول على يد اثنين من رسل المسيح الاثنا عشر هما أندراوس ومتياس. بينما يعتبر البعض القديسة نينو الكبادوكيَّة مساوية لرسل المسيح في المرتبة وبأنها هي المؤسس الحقيقي لكنيسة جورجيا لذلك دعيت أيضا بالكنيسة الرسولية.

## تاريخ

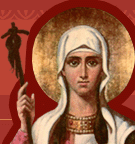
القديسة نينو الكبادوكيَّة

وصل الإنجيل إلى البلاد من قبل تلاميذ يسوع مثل القديس أندراوس سمعان القانوي، ومتياس. اعتنقت ايبيريا المسيحية رسمياً في 326  عن طريق القديسة نينو من كبادوكيا، والتي تعد منيرة جورجيا وتكافئ الحواريين من قبل الكنيسة الأرثوذكسية[ ؟ ]. كانت الكنيسة الجورجية الرسولية الأرثوذكسية بداية تابعة لكرسي أنطاكيا، لكنها اكتسبت وضعاً ذاتي الاستقلال في القرن الرابع في عهد الملك فاختانغ غورغاسالي. أعلنت المسيحية دين الدولة من قبل الملك ميريان الثالث عام 327 م، مما أعطى حافزا كبيرا لتطور الأدب والفنون إضافة إلى توحيد البلاد، دعمت الكنيسة الأسرة المالكة حيث بلغت المملكة الجورجية ذروتها في القرن الثاني عشر إلى بداية القرن الثالث عشر. اعتبرت هذه الفترة على نطاق واسع على أنها العصر الذهبي لجورجيا أو عصر النهضة الجورجي خلال عهد ديفيد المنشئ والملكة القديسة تامار. تميزت هذه النهضة الجورجية المبكرة، التي سبقت نظيرتها في أوروبا، بازدهار التقليد الفروسي الرومانسي، تقدم فلسفي، ومجموعة من الابتكارات السياسية في المجتمع وتنظيم الدولة، بما في ذلك التسامح الديني والعرقي.
في القرن الثامن استقلت كنيسة جورجيا عن البطريرك الأنطاكي ليكون لها بطريرك-كاثوليكوس خاص بها. وفي عام 1811 جردت السلطات الروسية الكنيسة الجورجيّة من استقلالها مخضعة إياها لسلطة الكنيسة الروسية الأرثوذكسية، كما أنها فرضت عليها الليتورجيا الروسية بدل من الليتورجيا الجورجية، ولكنها عادت فنالت استقلالها عام 1917، تلا ذلك قدوم الحقبة السوفييتية والتي عانت فيها الكنيسة الأمرين.
وفي تاريخ 3 آذار/مارس 1990 ارتقت هذه الكنيسة لدرجة البطريركية، حيث يرأسها اليوم البطريرك إيليا الثاني كاثوليكوس سائر أنحاء جورجيا، يتبع له 27 أسقف و65 دير ويقدر عدد رعايا الكنيسة بخمسة ملايين نسمة ومعظم سكان جورجيا (82%) يعتنقون المسيحية الأرثوذكسية[ ؟ ]، كما أن الكنيسة الجورجية الرسولية الأرثوذكسية من المؤسسات النافذة في البلاد.

## وصلات خارجية
- الموقع الرسمي لكنيسة جورجيا الرسولية الأرثوذكسية
- أنطاكية كنيسة الله العظمى
- الموسوعة البريطانية